# Pacem in Terris (encycliek)
Pacem in Terris (Latijn voor Vrede op Aarde) is de titel van de belangrijkste encycliek van paus Johannes XXIII, gepubliceerd op 11 april 1963, minder dan twee maanden voor zijn overlijden op 3 juni. Deze handelt over tal van vredesvraagstukken. Waarheid, rechtvaardigheid, liefde en vrijheid zijn de vier kernwoorden waardoor een samenleving geordend kan zijn en er dus vrede is.